# Anatole-Fernand de Bonneval
Anatole-Fernand-Marie, vicomte de Bonneval (5 novembre 1838, Bourges - 2 février 1911, Issoudun), est un militaire et homme politique français.

## Biographie
Petit-fils de Philippe-Armand de Bonneval, il fut, pendant la guerre franco-allemande, capitaine adjudant-major des mobilisés du Cher puis lors de la formation de l'armée territoriale, nommé chef de bataillon au 61e régiment. 
Propriétaire à Issoudun, et membre de la minorité conservatrice du conseil municipal de cette ville, il fut élu député monarchiste aux élections législatives du 4 octobre 1885, dans le département de l'Indre. Bonneval n'a jamais abordé la tribune ; il s'est borné à voter avec la droite. Il est battu en 1889 et à nouveau en 1893.